# بيتيرو أوكوتاي
بيتيرو أوكوتاي (بالإنجليزية: Petero Okotai)‏ (مواليد 3 أغسطس 1981) هو سبّاح نيوزيلندي، مثّل بلاده في الألعاب الأولمبية الصيفية 2008.

## روابط خارجية
بيتيرو أوكوتاي على موقع الاتحاد الدولي للسباحة (الإنجليزية)
- بيتيرو أوكوتاي على موقع أوليمبيديا (الإنجليزية)